# 三船十段記念館
三船十段記念館（みふねじゅうだんきねんかん）は、岩手県久慈市名誉市民第1号で柔道の神様とあがめられた三船久蔵十段を記念して開設された久慈市立の博物館。

## 概要
記念館には三船久蔵の資料を保存する資料館と観覧席を備えた公式2面の柔道場がある。資料館では、三船の柔道着や着物、書、著作物の展示や、在りし日の映像を見ることができる。道場では毎日「三船記念館柔道スポーツ少年団」が稽古をしているほか、高校・一般の稽古が行われている。
久慈市を眺望できる市民の森にあり、これまで久慈市中心街の巽山公園にあった三船記念館（1958年建設）が老朽化したために建設を進め、1990年に完成した。建築家黒川紀章の設計である。なお、主な道場出身者に小学校5年生からこの記念館で柔道を始めた柏崎克彦がいる。

## 施設
- 本館（資料館）
- 三船十段記念館柔道場（公式2面観覧席つき）

## 利用情報

### 開館日・開館時間
- 開館時間 - 9時～16時30分
- 休館日 - 毎週月曜日・月末火曜日（ただし、月曜日が祝日の場合は、その月曜日に最も近い平日）・年末年始（12月29日～1月3日）

### アクセス
- 久慈駅から「盛岡駅行（平庭高原線）」「二戸駅行(スワロー号）」で西の沢バス停下車、徒歩10分

- 久慈駅からタクシー5分
- 久慈駅から徒歩30分
- 駐車場 - 大型バス4台、普通車84台

## 周辺
- 高舘市民の森（隣接）